# شيرلي سكوت
شيرلي سكوت (بالإنجليزية: Shirley Scott)‏ هي عازفة الجاز أمريكية، ولدت في 14 مارس 1934 في فيلادلفيا في الولايات المتحدة، وتوفي بنفس المكان في 10 مارس 2002 بسبب قصور القلب.

## وصلات خارجية
- شيرلي سكوت على موقع ميوزك برينز (الإنجليزية)
- شيرلي سكوت على موقع أول ميوزيك (الإنجليزية)
- شيرلي سكوت على موقع ديسكوغز (الإنجليزية)